# 哆啦A夢 牧場物語
《哆啦A夢 牧場物語》（又译作）是一款由Marvelous Entertainment開發，由萬代南夢宮娛樂發行在任天堂Switch平台上的模擬經營遊戲。為牧場物語與多啦A夢進行聯動合作的遊戲。
遊戲於2019年2月的任天堂直面會上公佈相關消息，並於同年4月份確定會於2019年6月13日在任天堂Switch平台發售（繁體中文版為2019年7月25日）。另外也已於2019年10月11日推出繁中版Steam版本。

## 概要
本作除了收錄以「親情」為中心的主線劇情之外，另有比主線分量多達五倍的豐富支線任務。雖然本作並無《牧場物語》過去系列作中的戀愛、結婚要素，但仍可藉由故事發展和角色培養好感度，籍此加深與人們的交流與感情。

## 故事
《哆啦A夢 牧場物語》的故事開始於大雄思考著暑假自由研究的主題，某日發現了一顆奇妙的種子，並帶回家種植。沒想到種子竟眨眼間成長茁壯，還突然颳起大風也將大雄一行人捲起，飛往神秘大樹聳立的「萬物鎮」。為了尋找回到原本世界的方法，大雄一行人開始了牧場生活。

## 開發
遊戲於2019年2月的任天堂直面會上首度公佈相關消息，在發表前並無任何有關本作的消息。作為《牧場物語》與《多啦A夢》兩作品合作的遊戲，公佈後引起媒體關注及網上熱議討論。
本次新作品並非最初登陸於任天堂Switch平台的《牧場物語》系列作品，該作另指系列正統作品。另外本作日後也宣布對應中文，也是《牧場物語》系列首次的中文化運動。
《牧場物語》系列作的開發商Marvelous，發行商為萬代南夢宮娛樂。

## 榮譽
- Media Create一週銷售排行榜第一位（2019年6月10日～16日）[6]
- Fami通日本每周游戏软件销量排行榜第一位（2019年6月10日～16日）[7]
- 臺灣遊戲銷售排行榜第一位（2019年7月22～28日）[8]

## 外部連結
- 官方网站：日文、中國大陸